# Moshava

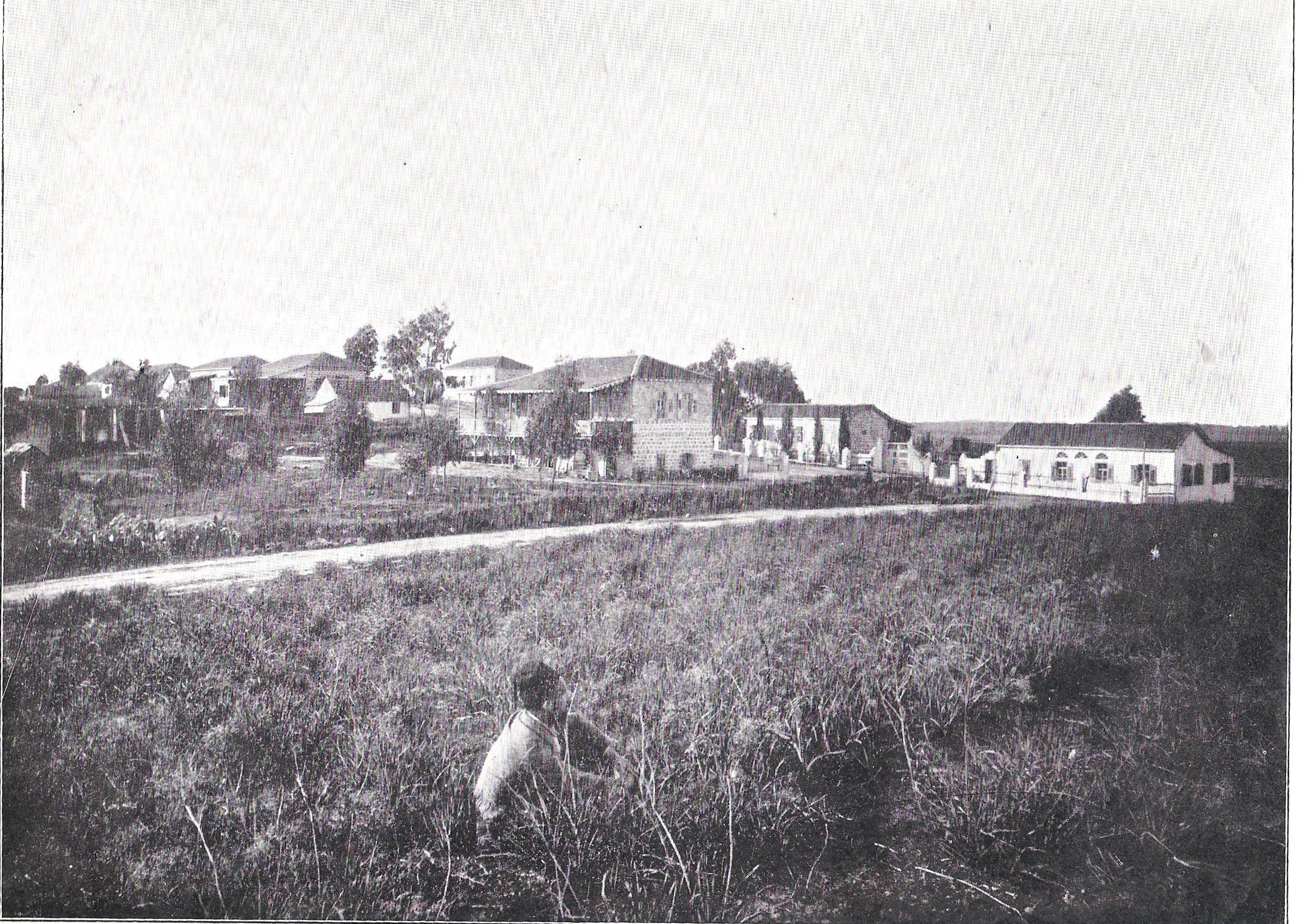
La moshava de Guedera, avant 1899.

Une moshava (en hébreu מושבה, au pluriel מושבות (moshavot)) était un type de village rural juif en Syrie sous l'Empire ottoman, établi par des membres du Vieux Yichouv à partir de la fin des années 1870 et pendant les deux premières vagues d'immigration juive sioniste : la Première et la Deuxième Alya.
Contrairement à un kibboutz ou un moshav, deux types de villages qui apparaissent au début du XXe siècle, toutes les terres et propriétés d'une moshava sont privées. Les toutes premières moshavot ont été établies par des membres de la communauté juive et des pionniers de la Première Alya arrivant en Palestine ottomane.
Petah Tikva, la première moshava, est surnommée la « Mère des Moshavot » (en hébreu אם המושבות (Em Hamoshavot)). Elle a été fondée en 1878 par des membres du Vieux Yichouv, tout comme Gei Oni (qui deviendra plus tard Rosh Pina avec l'arrivée de la Première Alya).

## Les 28 moshavot établie par le Vieux Yichouv et la Première Alya
| Année de fondation | Nom              | Commentaire                                                                                                 |
| ------------------ | ---------------- | --- |
| 1882               | Rishon LeZion    | |
| 1882               | Rosh Pina        | À la place de la Gei Oni, qui avait été établie en 1878                                                     |
| 1882               | Zikhron Yaakov   | |
| 1882               | Petah Tikva      | Établie après une première tentative en 1878                                                                |
| 1883               | Mazkeret Batya   | Sous le nom Ekron                                                                                           |
| 1883               | Ness Ziona       | Initialement Nahalat Reuven                                                                                 |
| 1883               | Yessud Haméala   | |
| 1884               | Guedera          | |
| 1889               | Bat Shlomo (en)  | |
| 1889               | Meir Shfeya (en) | |
| 1890               | Rehovot          | |
| 1890               | Mishmar-Hayarden | |
| 1891               | Hadera           | |
| 1892               | Ein Zeitim (en)  | |
| 1894               | Motza            | |
| 1895               | Hartouv          | |
| 1896               | Metoula          | |
| 1896               | Beer-Touvia      | Réétablie et renommée par les Amants de Sion ; elle avait d'abord été implantée en 1887 sous le nom Castina |
| 1898               | Bnei Yehuda      | À ne pas confondre avec le moshav Bnei Yehouda (en), plus récent                                            |
| 1898               | Mahanaïm         | Abandonné en 1912 avant de devenir une Kevutza (en) en 1916                                                 |
| 1899               | Ilania           | Initialement Sejera                                                                                         |
| 1901               | Mas'ha           | Renommé Kfar Tabor en 1903                                                                                  |
| 1901               | Yavnéel          | |
| 1901               | Ménahamia        | |
| 1903               | Beït-Gan         | |
| 1903               | Atlit            | |
| 1903               | Giv'at Ada       | |
| 1904               | Kfar Saba        | |

Cette liste n'inclut pas les cinq implantations éphémères de la Première Alya dans le Hauran.